# Mimomyia mogii
Mimomyia mogii är en tvåvingeart som beskrevs av Miyagi, Toma och Higa 2004. Mimomyia mogii ingår i släktet Mimomyia och familjen stickmyggor. Inga underarter finns listade i Catalogue of Life.